# King’s Company

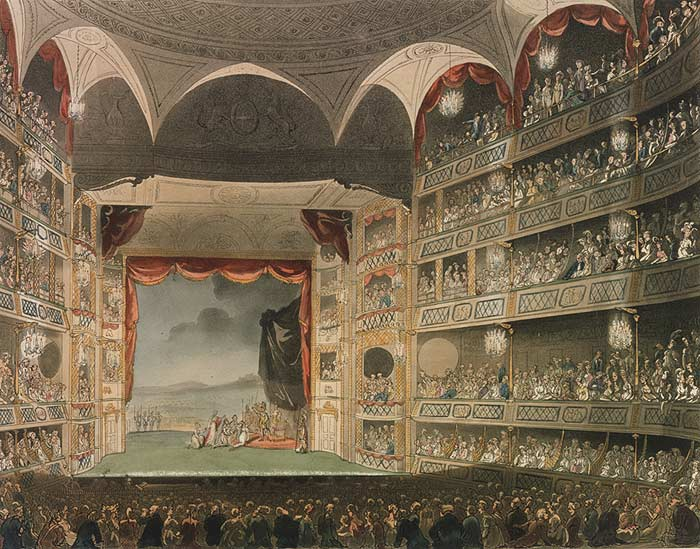
XVIII-wieczne wnętrze Theatre Royal przy Drury Lane, gdzie we wcześniejszym okresie swoją działalność prowadziła King's Company

King's Company – jedna z dwóch organizacji mających prawa do prowadzenia działalności teatralnej na terenie Londynu po okresie bezkrólewia w Anglii. Działała od 1660 do 1682 roku.
Pozwolenie to zostało wydane 21 sierpnia 1660 roku przez Karola II Stuarta Thomasowi Killigrew. Król został także mecenasem tej grupy aktorów i reżyserów, do której należał m.in. William Davenant.
Powody, dla których Killigrew zajął się prowadzeniem działalności teatralnej były bardziej finansowe niż artystyczne. Dworzanin ten nigdy nie był managerem w dzisiejszym rozumieniu tego słowa; ta rola należała do najbardziej doświadczonych aktorów. Thomas Killigrew nie mógł – i za pewne nie potrafił – objąć kierownictwa artystycznego grupy.